# Pozycja Trzcielska

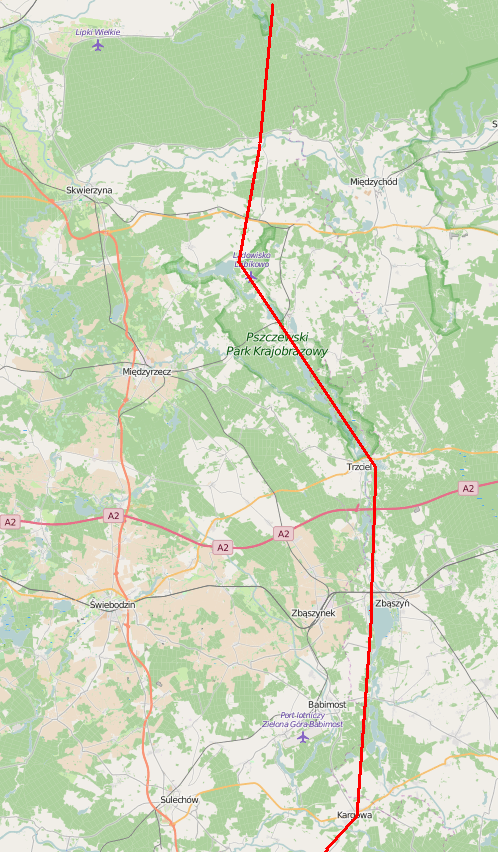
Schemat Pozycji Trzcielskiej

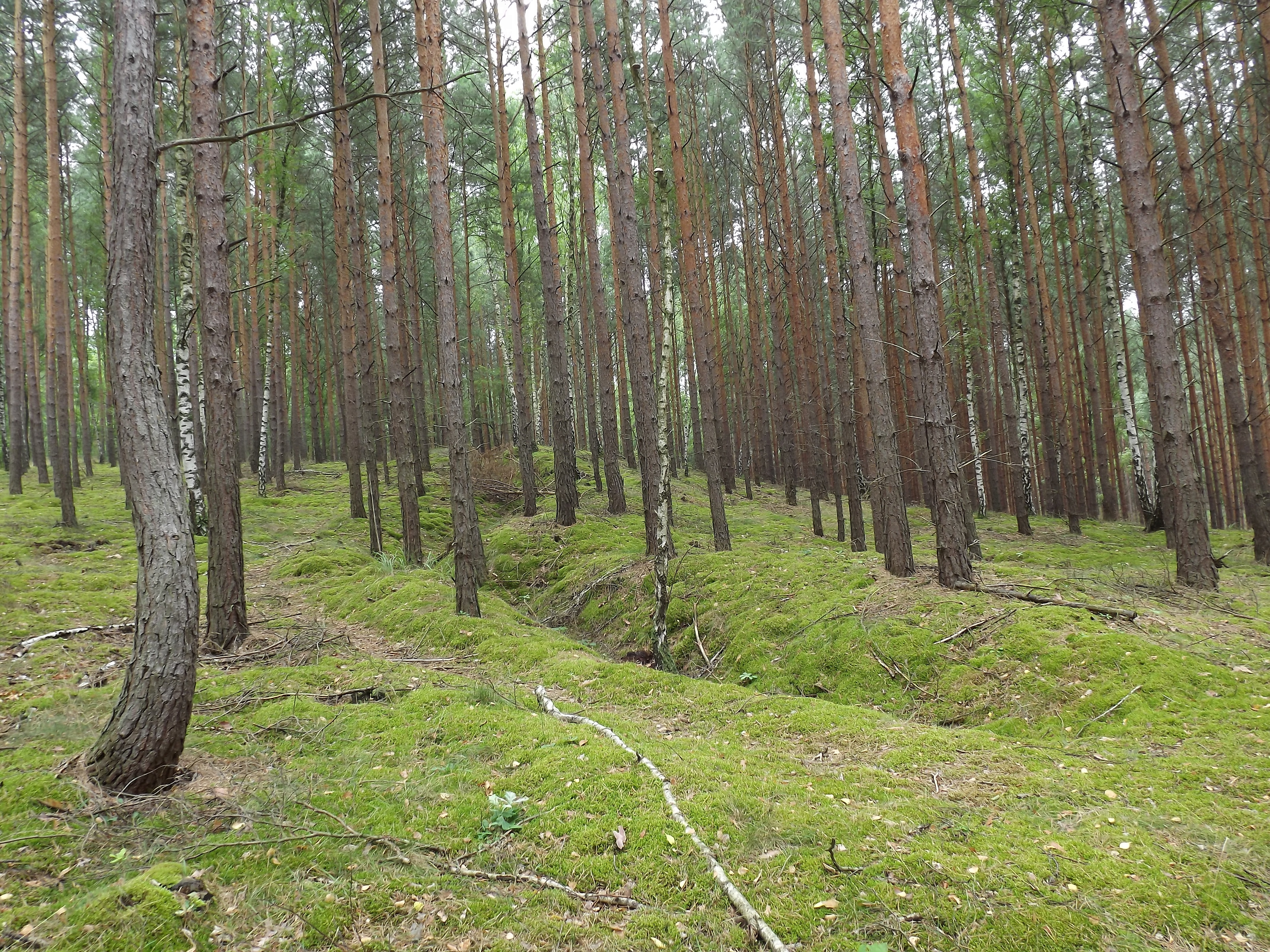
Relikty umocnień ziemnych w okolicach Borowego Młynu w gminie Pszczew, 2013

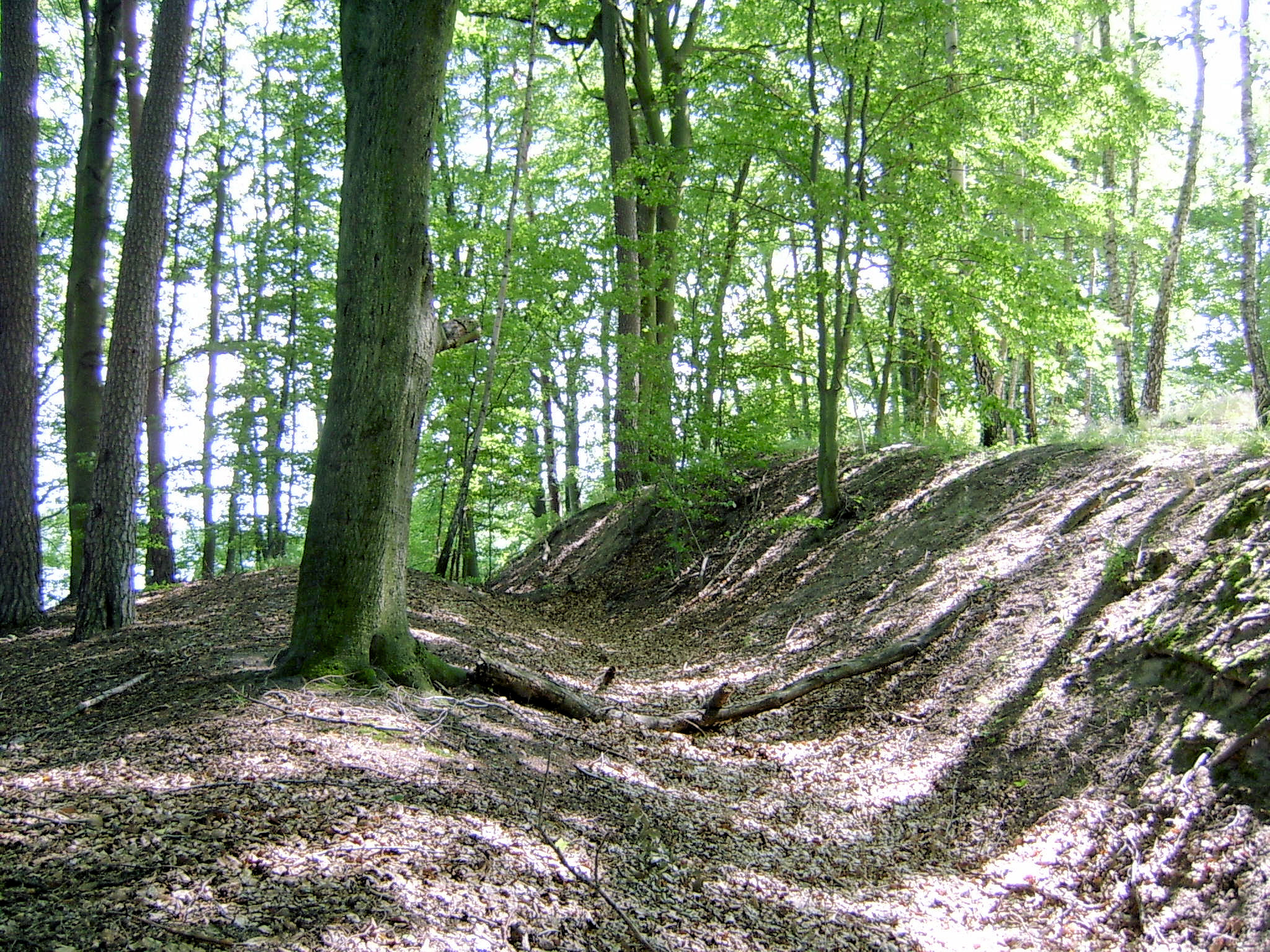
Pozostałości rowu przeciwpancernego nad jeziorem Solecko, 2005

Pozycja Trzcielska (niem. Tirschtiegelstellung, inne nazwy: Trzcielska Pozycja Przesłaniania, Rygiel Trzcielski (niem. Tirschtiegelriegel) lub Linia Jezior Obrzańskich i Trzcielski Rejon Umocniony) – umocnienia niemieckie wzniesione w latach 1937–39 i 1944, które powstały w celu powstrzymania ewentualnego ataku z marszu na pozycje Międzyrzeckiego Rejonu Umocnionego.
Umocnienia trzcielskie zostały sforsowane przez Armię Czerwoną w dniach 25–29 stycznia 1945. Pomimo krótkiej, trzydniowej obrony spełniły swoje zadanie wyhamowując impet Rosjan i dając czas Niemcom na przygotowanie obrony MRU i pozycji na Odrze.

## Tło historyczne
Na mocy traktatu wersalskiego Niemcy nie mogły budować nowych umocnień i fortyfikacji. Jednakże kontrola ze strony aliantów stopniowo słabła i począwszy od 1934 r. zaczęły powstawać nowe umocnienia na granicy z Polską. W 1937 r., już po rozpoczęciu budowy Międzyrzeckiego Rejonu Umocnionego (Festungsfront im Oder-Warthe Bogen) w X Wydziale Fortyfikacyjnym OKH (Oberkommando des Heeres, czyli niemieckim Naczelnym Dowództwie Wojsk Lądowych) zatwierdzono plan budowy przygranicznych umocnień polowych. Zdecydowano się na wybudowanie jedynie 10–15% stanowisk bojowych, pozostałe miały być wzniesione dopiero po ogłoszeniu mobilizacji. Miało to uzasadnienie ekonomiczne, obiekty ziemne i drewniano-ziemne wymagałyby stałej konserwacji i kontroli na znacznym obszarze.
W 1939 r., bezpośrednio przed agresją na Polskę na odcinku trzcielskim zaczęto budować umocnienia polowe. Obsadzono je na krótko na odcinku Pszczew–Trzciel oddziałami należącymi do 12. grupy Grenzschutzu, które po 1 września 1939 r., wkroczyły do Polski.
Pozycja Trzcielska była opuszczona do 1944 r., gdy po serii niepowodzeń na froncie wschodnim Niemcy zaczęli przygotowywać się do odparcia wojsk radzieckich. Do późnej jesieni 1944 ok. 8000 robotników kopało transzeje i przygotowywało stanowiska ogniowe. Zimą 1944/45 montowano przeszkody w ciekach wodnych. Ocenia się, że przed nadejściem frontu wykonano ok. 50% zaplanowanych prac.

## Położenie i umocnienia Pozycji Trzcielskiej
Pozycję Trzcielską wyznaczono na osi północ-południe w odległości do 10 km od ówczesnej granicy polsko-niemieckiej. Umocnienia miały długość około 95 km i stanowiły linię spinającą rzeki Noteć i Odrę a tym samym fortyfikacje Wału Pomorskiego z Linią Środkowej Odry. Ich strukturę tworzyła sieć konstrukcji ziemnych i drewniano-ziemnych (okopy, transzeje, rowy dobiegowe, stanowiska ckm-ów, armat ppanc i moździerzy) oraz rowy przeciwczołgowe, nieliczne schrony betonowe i konstrukcje hydrotechniczne. Przebieg linii umocnień opierał się o następujące miejscowości lub ich okolice: Gościm, Lubiatów, Wiejce, Krobielewo, Stryszewo, Zielomyśl, Pszczew, Rybojady, Trzciel, Zbąszyń, Kargowa, Klenica.

### Część północna

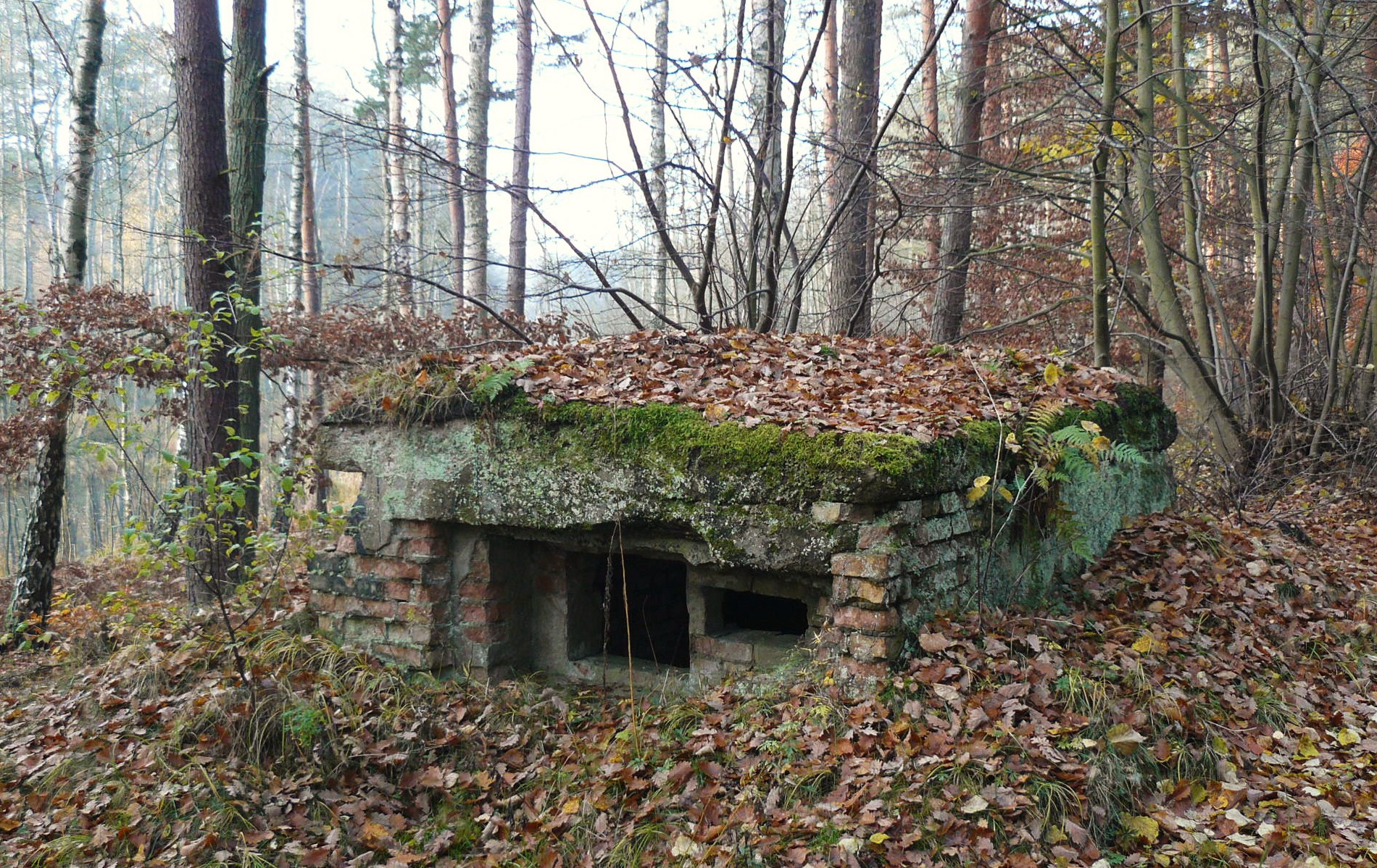
Ruina bunkra nad jeziorem Podgórne (Siwino)

Odcinek był położony w zwartym kompleksie lasów Puszczy Noteckiej, od miejscowości Gościm do wsi Wiejce. Jego oś stanowił rów przeciwczołgowy ciągnący się od jeziora Piersko do Wiejc nad Wartą, za którym wykopano linię okopów i schronów ziemnych.
Umocnienia uzupełniały bunkry chroniące przesmyki między jeziorami:
- przy drodze Gościm–Lubiatów, między jeziorami Podgórne (Siwino) a Glinki (Błotne),
- pomiędzy jeziorami Lubowo i Kliczyna,
- pomiędzy jeziorami Podgórne i Piersko (dwa bunkry)[3].

W 1945 r. na tym odcinku nie było walk.

### Część środkowa
Najważniejszy pod względem strategicznym środkowy odcinek łączący miasta Pszczew i Trzciel wykorzystywał naturalne przeszkody terenowe takie jak rzeka Obra i łańcuch licznych jezior obrzańskich. Ciągnął się od Warty w okolicach Krobielewa i prowadził do Jeziora Lubikowskiego, następnie kierował się przez Pszczew i wzdłuż jezior obrzańskich oraz koryta Obry do Trzciela. Odcinek ten był najbardziej rozbudowany, w miejscach nie osłoniętych przeszkodami terenowymi składał się z kilku linii okopów, rowów przeciwczołgowych i stanowisk ogniowych.
Umocnienia ziemne uzupełniały schrony:
- w okolicach Stryszewa (dwa obiekty),
- obok Borowego Młyna na przesmyku między jeziorami Chłop i Wędromierz (dwa obiekty),
- pod Rybojadami obok posterunku Grenzschutzu (dwukondygnacyjny, zamaskowany jako budynek cywilny),

Ponadto w Rybojadach wybudowano jaz na Obrze umożliwiający podniesienie poziomu wody w jeziorze Rybojadło o 2 m.

### Część południowa
Najmniej znany i słabo zbadany odcinek położony na południe od Trzciela i prowadzący do Odry pod Klenicą. Składał się z umocnień ziemnych i opierał o naturalne przeszkody.

## Obrona Pozycji Trzcielskiej w 1945 r.
Pozycja Trzcielska miała być broniona przez dwa korpusy armijne, po trzy dywizje każdy. Jednak błyskawiczne postępy Armii Czerwonej w czasie operacji wiślańsko-odrzańskiej rozpoczętej 12 stycznia 1945 r. pokrzyżowały te plany. W pośpiechu zdołano przerzucić na rubież obronną oddziały rezerwowe i Volkssturm. W walkach brały udział również przypadkowe oddziały niemieckie wycofujące się z Wielkopolski.
W obronie Pozycji Trzcielskiej udział wzięły:
- 192 Dywizja Zapasowa[4] odcinek Babimost–Kargowa–Bojadła,
- 433 Dywizja odcinek od Międzychodu do Trzciela,
- 463 Dywizja odcinek Trzciel–Babimost.

Ponadto część znajdującej się w odwrocie 9 Armii, 466 batalion ze Skwierzyny i prawdopodobnie grupa bojowa SS Hauser stacjonująca wówczas w Brójcach.
Do dawnej granicy polsko-niemieckiej zbliżały się armie radzieckie: 1 Gwardyjska Armia Pancerna, 8 Gwardyjska Armia, 69 Armia i 33 Armia wchodzące w skład 1 Frontu Białoruskiego.
Szpica wojsk radzieckich (11 Gwardyjski Korpus Pancerny pułkownika Amazaspa Babadżaniana) dotarła pod Trzciel już 25 stycznia 1945 r. Obrona miasta okazała się na tyle skuteczna, że Sowieci wydzielili oddział do obejścia Trzciela od północy. Była to 44 Gwardyjska Brygada Pancerna dowodzona przez I. Gusakowskiego, która 28 stycznia zaatakowała przesmyk między jeziorami Chłop i Wędromierz nieopodal Borowego Młyna. Pierwszy atak odparto, jednak następnego dnia obrona przesmyku załamała się i Sowieci przekroczyli główną rubież obronną Pozycji Trzcielskiej. 29 stycznia zajęte zostały również miasta Pszczew i Trzciel i wojska radzieckie po przegrupowaniu ruszyły w stronę Międzyrzeckiego Rejonu Umocnionego.

### Podsumowanie
Krótka i zorganizowana naprędce obrona Pozycji Trzcielskiej okazała się sukcesem taktycznym. Związała znaczne siły radzieckie, wyhamowała natarcie na tym odcinku i umożliwiła zorganizowanie następnych linii obrony. Paradoksalnie obrona słabej pozycji przesłaniania okazała się równie skuteczna, co obrona silnie ufortyfikowanego Międzyrzeckiego Rejonu Umocnionego, który również w ciągu trzech dni został przełamany.
Tragiczną konsekwencją przekroczenia dawnej granicy polsko-niemieckiej były zbrodnie dokonane przez Armię Czerwoną zarówno na żołnierzach niemieckich jak i na ludności cywilnej. Na dawnej granicy pojawiły się tablice z napisem „Oto ona przeklęta Germania”, stanowiły one swoistą zachętę do stosowania wszelkich form bezprawia ma terenach uważanych przez Sowietów za rdzennie niemieckie. Wziętych do niewoli żołnierzy rozstrzeliwano, ludność cywilna była mordowana, kobiety gwałcone a majątek grabiony. Zdarzały się przypadki rozjeżdżania całych kolumn uchodźców czołgami m.in. pod Polickiem 28 stycznia 1945 r. W miejscowości Lutol Suchy pijany czerwonoarmista zastrzelił w polowym szpitalu 44 rannych żołnierzy i dwie pielęgniarki. Całe kwartały Międzyrzecza i Skwierzyny spłonęły podczas pobytu Armii Czerwonej, której żołnierze ze szczególnym upodobaniem niszczyli obiekty reprezentacyjne. Ofiarami napaści byli nie tylko Niemcy, ale również robotnicy przymusowi innych narodowości.